# Бальмучча
Бальмучча (італ. Balmuccia, п'єм. Balmucia) — муніципалітет в Італії, у регіоні П'ємонт, провінція Верчеллі.
Бальмучча розташована на відстані близько 560 км на північний захід від Рима, 90 км на північ від Турина, 60 км на північ від Верчеллі.
Населення — 116 осіб (2014).

## Демографія
Населення за роками:

Станом на 1 січня 2023 року в муніципалітеті офіційно проживало 7 іноземців з 4 країн, серед них 4 громадяни країн Євросоюзу.

## Сусідні муніципалітети
- Боччолето
- Кравальяна
- Росса
- Скопа
- Вокка